# Cinara sorini
Cinara sorini är en insektsart som beskrevs av Inouye 1970. Cinara sorini ingår i släktet Cinara och familjen långrörsbladlöss. Inga underarter finns listade i Catalogue of Life.